# Брак
Брак је друштвена, верска и законска заједница између две или више особа, различитог или истог пола. Брак регулише имовинско-правне и друге односе међу особама које су га склопиле. По правилу деле имовину коју стекну. Брак се може склопити у Цркви и код матичара који представља државу. У неким земљама, пре закључења брака склапа се предбрачни уговор којим се утврђује удео сваког супружника што се имовине тиче, као и алиментација након евентуалног развода. У већини земаља у брак може да се ступи са навршених 18 година или уз писмену одлуку суда када је лице навршило 16 година и стекло телесну и душевну зрелост ( диспензација).
Универзалност брака унутар различитих друштава и култура је приписана бројним основним друштвеним и личним потребама којима даје друштвено прихваћени оквир као што су регулација и задовољавање сексуалних нагона, подела рада између полова, економска производња и потрошња те задовољење личних потреба појединца за приврженошћу, положајем у заједници и људским друштвом. Најважнија функција брака готово сигурно произлази из основне људске потребе за стварањем потомства тј. природног нагона за биолошким размножавањем, бризи о потомству те њиховом образовању и социјализацији као и уређивањем проблема наслеђивања и личног порекла сваког појединца.
Људским бићима, међу свим сисарима, за развој до зрелости треба највише времена, а самим тим је и раздобље зависности потомака од родитеља најдуже. Та чињеница намеће повећане обавезе родитељима око бриге о потомству и у том смислу брак представља друштвени механизам који традиционално институционализира вршење родитељских дужности и обавеза.
Брак се у различитим облицима може наћи у готово свакој друштвеној заједници. Најстарији историјски записи указују на то да се брак сматрао делом обичаја, те се касније развио у савремене облике регулисане правом.
Мушкарац и жена из чијег брака је произашло једно или више деце представљају основну породицу, која се често уграђује у веће „молекуле“, проширене породице.

## Врсте бракова
Бракови се, с обзиром на то да се појављују у различитим културама, појављују у бројним облицима. Обично се деле по броју партнера, припадности партнера одређеној друштвеној групи односно институцији пред којом се склапају.
Према броју партнера деле се на:
- моногамни брак (између двоје партнера) и
- полигамни брак (између више од двоје партнера), који се може појавити као:
  - полигинија, брак између једног мушкарца и више жена
  - полиандрија, брак између једне жене и више мушкараца
- групни брак између више мушкараца и више жена истовремено.

Према томе, припадају ли партнери истој друштвеној групи (племе, нација, класа, верска заједница) деле се на:
- ендогамне, тј. између припадника исте друштвене групе
- егзогамне, тј. између припадника различитих друштвених група.

Ако се склапају пред духовном (верске) или световном власти деле се на:
- црквени брак
- грађански брак.

Према полу партнера деле се на:
- разнополни брак
- истополни брак.

Остале врсте бракова су договорени брак, који у име партнера склапају чланови њихове породице (посебан је облик дечји брак), а који такође може бити присилни брак (посебан је облик отмица невеста). Облик брака специфичан за шијитски ислам је niqah или привремени брак, а у англосаксонској правној традицији постоји и институција неформалног брака (енгл. Common-law marriage).
Институције сличне браку су и дивљи брак, али и пробни брак (коме је примарна сврха установити способност жене да рађа). У Француској је, пак, под врло специфичним условима, могуће склопити брак с преминулом особом, постхумни брак. Та је институција у томе слична кинеском обичају познатом као кинески брак духова.
Брак се у западним друштвима по правилу схвата као моногамна заједница, док се у другим деловима света брак може појавити и као полигамна институција. Најчешћи је случај у облику полигиније (мушкарац с неколико супруга), али нека друштва толеришу и полиандрију (жену с неколико супруга).
У различитим племенским заједницама, као код неких индијанских племена друштво је толерисало заједнички живот 'бердаша', врачева-хомосексуалаца који би живели заједно са неким другим мушкарцем. Бердаши су изазивали, због своје природе, подсмех осталих саплеменика, али су истовремено уживали и јак углед као моћни шамани. Ово је било раширено код Индијанаца из прерија, као код Илиноиса, и других, а забележени су и случајеви толеранције према њима код јужноамеричких Намбиквара. У новије доба неке државе су (под политичким притиском) признале истополне бракове.

### Ендогамија и егзогамија
Ендогамија је обичај да се брак склапа само унутар сопствене етничке групе, братства, клана, племена, касте. Егзогамија је супротна томе.

### Полигамија
У већини земаља, посебно западних, полигамија и полиандрија су чак законом забрањене. Ипак, муслимани имају право на четири жене, мада се ретко жене више од једном.

### Истополни бракови
Модерно доба је донело право хомосексуалцима да такође заснивају бракове. Прва земља која је легализовала истополне бракове је Холандија, која је то учинила 2001. године, док је Данска прва земља која је законски препознала истополне заједнице, 1989. године, које тада, ни по имену ни по садржају права, нису биле изједначене са браком.

## Социолошки аспекти
У целом свету људи се удружују и формирају разне заједнице, организације и групе. Разлози су различите потребе, а најчешће су у питању материјалне.
Новац и стицање материјалних богатстава представљају главну преокупацију савременог човека - формирају се партнерска предузећа, праве се међудржавни уговори и цео свет се уједињује због једног и „најважнијег“ циља - остваривања што већег материјалног богатства. Квалитет живота, како већина људи (погрешно) верује, директно је повезан са количином материјалног богатства.
Са друге стране, брак је заједница духовно и физички здравих и зрелих особа, која се примарно не баве питањем материјалног богатства, већ пре свега успостављањем добрих односа, стварањем или одгајањем потомства и оптималних психосоцијалних услова у међусобном саживоту из кога ће проистећи и довољно „материјално богатство“, здравље и зрелост, које ову заједницу унапређују на један посебан, узвишенији начин, по чему се брак значајно разликује од других заједница и удружења.
У данашњем свету све већи број држава прихвата и друштвено признаје истополни брак (познат и као геј брак или хомосексуални брак) или брачну заједница две особе истог пола. Истополни брак је социолошко, правно, политичко и друштвено питање у многим државама, иако је дебата о истополним браковима новијег датума. Истополни брак, у државама у којима је дозвољен, није посебан правни институт. Дакле, не постоји правни, већ само социолошки појам истополног брака, јер је дефиниција брака, као посебног правног института, измењена (у мањем броју земаља света) на тај начин да садржи и могућност склапања брака између особа истог пола.

## Психолошки аспект
Разлози због којих неко ступа у брак могу бити различити. Један од разлога може бити и сексуална привлачност, односно квалитетан сексуални однос. Парови често сматрају да ако се слажу на том пољу, да ће се слагати и на сваком другом. Сексуалне слободе су довеле до тога да парови и пре брака упражњавају секс, па тако могу на основу тога и да отпочну брачни живот. Са друге стране, дешава се и да се двоје људи воли, али да немају задовољавајући сексуални живот. Могуће је у тим случајевима да њихов брак ипак буде успешан, јер због љубави коју осећају, а и због склада на свим другим пољима, временом науче како да задовоље једно друго, па тиме побољшају и тај аспект брачног живота. Постоје и људи којима сексуални живот није важан колико други аспекти брака, као што су разговор, брига о домаћинству, одгајање деце, путовања...
У различитим браковима, доминантне фигуре могу бити или отац или мајка. Где су традиционални односи јачи, мушкарац ће бити тај који наизглед води главну реч („глава куће“), док се одгајање деце и вођење бриге о домаћинству препушта мајци. Модерна времена све више утичу да су оба партнера равноправна, највише због тога што обоје зарађују и доприносе. Заједничка брига о домаћинству и деци, као и заједничко одлучивање је идеал коме је потребно тежити. При томе, важно је у заједничка одлучивања укључивати и децу, посебно адолесценте, јер уколико се осете равноправним члановима, то ће им донети осећај сигурности, а учиниће их важнима и добрим сарадницима, што је за тај узраст веома потребно.
Брак између двоје људи има велики утицај на њихову децу. Наиме, кроз родитељски брак, дете, а посебно адолесцент упознаје брачне односе. Од тога веома зависи да ли ће деца касније имати срећан брак, јер се често дешава да су односи које ће касније успоставити у сопственом браку наставак односа који је постојао (или постоји још увек) у родитељском браку. Нажалост, ти односи могу да буду и веома лоши и са много сукоба. То заправо значи да родитељи према деци имају одговорност приликом стварања брачних односа. Некада се дешава да родитељи управо зато не желе да се разведу, јер тако желе да заштите своје дете од траума које би могло да има. Међутим, показало се да такви, „формални“ бракови, чешће штете него користе детету, због хладне породичне атмосфере, размирица и сукоба.
Не постоји правило које обезбеђује да ће брак бити успешан и дуготрајан. Пожељно је да се људи пре брака добро упознају, али и да су обоје зрели људи. При томе зрелост не одређују године живота, пошто за извесне људе важи да практично „никада не одрасту“. Неки парови се годинама упознају („забављају се“), па тек онда ступе у брак, а неки то ураде „брзоплето“. У оба случаја може да се деси да брак траје кратко, али и да буде до краја живота. Могуће је да ће брзоплето склопљен брак између двоје младих људи трајати краће због многих нерешених питања, односно притисака који долазе „споља“ (запослење, стан, новац, родитељи) или „изнутра“ (незрелост партнера и прерано родитељство).

## Историја
Брак се као институција развио у разним културама пре почетка писане историје, што је створило доста потешкоћа каснијим теоретичарима који покушавају да објасне његов настанак. Теорије које су се развиле се у највећој мери темеље на етнографским подацима, односно истраживањима компаративне антропологије међу удаљеним и премодерним народима за чији се начин живота верује да је сличан начину живота преисторијских људи. Део њих објашњење за настанак брака покушава да пронађе у жељи преисторијских заједница да ограниче ендемско насиље, како међу својим мушким члановима који су се стално такмичили за сексуалне услуге жена, тако и међу преисторијским заједницама као колективитетима (усп. римску предају о Отмици Сабињанки), при чему се почело трговати женама као економским ресурсом и средством за склапање ширих савеза.

### Средњи век
У средњем веку, али и касније, у модерније доба, често су бракови били кључни догађај у формирању светске политике. Склапани су бракови из политичких разлога, чак и када чланови владарских породица нису били стасали за брак. На тај начин настајали су лабави савези који су гарантовали мир или побољшање дипломатских односа. Примери су бројни, а један од најкарактеристичнијих су бракови Хенрија VIII, владара Енглеске од 1509. до 1547. Његов први брак је био са Катарином Арагонском, како би се учврстио савез са Шпанијом. Она је већ била удата за Хенријевог брата Артура, али је он преминуо убрзо након венчања. Будућа краљица је морала да се закуне да није спавала са Артуром како би се избегле оптужбе за инцест. С обзиром да му Катарина није родила наследника, Хенри је одлучио да се разведе, али му то папа Клемент VII није одобрио. Како би то ипак могао да уради, Хенри је основао англиканску цркву, а себе прогласио њеним поглаваром. Такође, познат је случај кћерке бургундског војводе Карла Смелог, Марије, која се удала за Максимилијана, хабзбуршког цара, како би његова војска заштитила Бургундију од Француза који су напали одмах након смрти њеног оца 1477. године.

### Савремено доба
За брак као институцију у последњих неколико деценија карактеристично је да се у западном свету, због истих социо-економских трендова који се сматрају катализатором сексуалне револуције, нашао под ударом критике као „провладина“ и за нове околности непримерена институција.
Током историје, друштвено прихваћена дефиниција брака се стално мења и поприма различите облике. Почетком 21. века дефиниција брака се у неким западним земљама наставља мењати, посебно што се тиче значаја потомства и лакоће развода. Тако је 2000. године Холандија постала прва земља која је легализирала истополне бракове, а следиле су је и неке друге западно-европске земље као и неке савезне државе у склопу САД.

## Избор брачних другова
Док већина законодавстава у модерном свету претпоставља како брачни партнери ступају у брак слободном вољом на темељу властитог избора, то није увек случај, а у историји је био пре изузетак него правило. Уместо тога су избор брачних партнера вршили чланови њихових породица, а главни су мотиви обично били економски и нису узимали у обзир жеље или осећаје будућих супружника. Такви се бракови зову уговорени бракови. При томе су различите културе стварале различите обичаје с различитим ограничењима за избор брачних партнера.
У неким заједницама је тако избор партнера ограничен на чланове властите друштвене групе (племе, клан); један од екстремних облика овог ограничења је наслеђивање удовице, односно њена дужност да се после мужеве смрти уда за преживелог мушког члана његове породице (познат и као левиратски брак). Друге заједнице, у настојању да се сузбије инцест, инсистирају на егзогамији, односно браку између чланова различитих кланова.
Настојање да се таква правила што доследније примењују у Индији је довело и до обичаја склапања дечјих бракова, односно њиховог уговарања док се будући супружници нису ни родили. Некада се склапају и против воље супружника, када је реч о присилним браковима. Један од њихових најпознатијих облика је отмица невесте, а најпознатији историјски пример представља Отмица Сабињанки.
Каснија законодавства, укључујући и она која претпостављају слободни избор партнера, увела су одређена ограничења. У прошлости су се антимисценегацијски закони односили на забрану брака с особама друге расе, где један од последњих примера пружа ЈАР за време апартхејда. Готово сва законодавства ограничавају брак с особама испод одређеног животног доба, као и с особама у одређеном степену сродства.

## Склапање брака
Брак у формалном смислу започиње обредом који се назива венчање. Њега, у зависности од законодавства државе и/или жеља брачних другова, може водити свештеник када је у питању верски (црквени брак); посебно овлашћени државни службеник (матичар) када је у питању грађански брак; или трећа особа којој је то овлашћење, на пример у специфичним околностима, дато законом (на пример поморски капетани на мору).
У неким земљама, поготово онима које инсистирају на одвајању цркве и државе, верско венчање мора бити одвојено од грађанског; то се у неким случајевима постиже тако да супружници брак прво склопе формално код матичара, а затим, ако то желе, обаве верски обред у складу с властитим веровањима и традицијама. Неке земље омогућавају црквено венчање при чему је свештенику признато својство државног службеника, а „грађански“ карактер венчања се односи на формални чин уписа брака у световне матичне књиге.
Различита законодавства различито третирају места на којима се обављају венчања. У неким земљама се венчања сматрају јавним догађајем, и као таква се могу провести једино на тачно одређеним јавним местима као што су верски објекти или државни (матични уреди); изузетак могу представљати случајеви када је један од супружника тешко болестан. У неким случајевима одређени угоститељски објекти као кафане или хотели, могу послужити у ту сврху, ако су стекли одговарајуће законске дозволе. Нека законодавства, пак, омогућавају склапање брака на различитим местима, па и у природи, а понекад и на необичне начине (супружници који скачу с падобранима и сл.). Друга законодавства, пак инсистирају да се венчање може спровести само у оквиру територијалних јединица где барем један од супружника има регистровано пребивалиште.
Након самог склапања брака обично следи славље - свадба или пир - коме традиционално присуствују чланови породице, родбине и пријатеља брачних другова. Нови супружници, зависно од властитих финансијских околности, могу славље да наставе и приватно, за што пример представља одлазак на туристичка путовања и уживање у луксузу који обично неће уживати у свом редовном брачном животу; тај се период обично назива медени месец.

## Заједнички живот супружника
Главну карактеристику брака представља заједнички живот супружника, сликовито речено као „дељење стола и постеље“. У модерним западним земљама се сматра да супружници уласком у брак напуштају своју некадашњу и стварају нову породицу или ново домаћинство. У идеалним условима се то постиже тако да се усељавају у кућу или стан чији су власници или који су изнајмили. У традиционалним срединама је, међутим, чешћи случај да се супружник придружи породици свог брачног друга; у случају да се муж придружује жениној породици реч је о матрилокалном браку, док у много чешћем случају у коме се супруга прикључује мужевој породици, реч је о патрилокалном браку.
У неким случајевима брачни другови не могу заједно живети, најчешће из објективних околности као што је болест, затворска казна или дуготрајна пословна одсутност једног од супружника. У неким случајевима брачни другови живе одвојено из финансијских разлога, односно немогућности да створе властито домаћинство; ислам такву ситуацију признаје у посебној институцији Никах Мисјар, односно брачном споразуму којим се супружници одричу дужности заједничког живота.
Важност заједничког живота многа модерна законодавства наглашавају тиме што га сматрају доказом „исправности“ брака када брак представља основу за нека права или повластице, као што је нпр. социјална помоћ или право страног држављанина на стални боравак у земљи свог брачног друга. Престанак заједничког живота, када је формализован кроз институт раставе, у неким земљама представља кључан предуслов за наступање развода.

## Сексуалност и потомство
Највећи део људских култура, а поготово оне под утицајем абрахамских религија, сматрају управо брак једином институцијом у оквиру које је дозвољено, односно „морално“, практиковати полне односе. Облици сексуалности који излазе из тих оквира, као што су предбрачни секс, односно ванбрачни секс, се у традиционалним друштвима сматрају грехом. Од брачних другова се у традиционалним друштвима такође начелно очекује да своје сексуалне активности, осим властитом ужитку, подреде и добијању потомства; тако рођена деца ће у традиционалном смислу бити „законита“, односно одрастаће у начелно бољем положају од ванбрачне деце која одрастају у сиротиштима или само с једним биолошким родитељем.
Таква се схватања, међутим, у западним земљама све више напуштају након сексуалне револуције. То је делом последица законодавстава која су у правима потпуно изједначила „закониту“ с ванбрачном децом; то је уклонило један од најчешћих разлога за склапање бракова, па у већини најразвијенијих земаља удео ванбрачне деце међу новорођенима износи између 30 и 40%. С друге стране, неки венчани парови свесно бирају да живе без рађања деце и при томе користе разне методе контроле рађања, укључујући и властиту стерилизацију. При томе је главни мотив економски, односно схватање како недостатак деце омогућава далеко угоднији начин живота, поготово када оба супружника имају високе приходе ( ДИНК парови).

## Престанак брака
Брак завршава смрћу једног од супружника. Преживели супружник након тога у већини култура има право да се поново венча за неку другу особу, иако понекад за то могу постојати ограничења, најчешће везана уз сродство те особе с преминулим. У неким случајевима се ограничење може везати уз потребни период жаљења.
Осим смрћу, брак може престати и разводом, односно поништењем (грађанског) брака - када се узима да брак, најчешће из неких формално правних разлога, није ни постојао. Развод, међутим, са собом повлачи одређене правне последице; упркос томе, развод је релативно честа појава и све до најновијег времена га је, чак и у традиционалним друштвима (с изузетком католичких), било лако постићи, поготово ако га је покретао муж. У западним земљама је све донедавно развод био забрањен у католичким земљама, док се у протестантским и секуларним земљама могао постићи тек након дугог поступка и под компликованим условима; обично су га могли приуштити тек припадници више класе. Међутим, последњих се деценија развод у западним земљама поједноставио, тако да између 30 и 50% свих бракова завршава разводом.
Најређи облик престанка брака је везан уз институцију привременог брака кога познају шиити, и где брак престаје истеком рока наведеног у за ту сврху склопљеном предбрачном уговору.

## Правни аспекти брака
Брак је у већини данашњих земаља уређен од стране државе, али се може у одређеним случајевима склопити или регулисати од стране одређене верске заједнице. Брак је понекад тешко окарактерисати јер осим моралног, има и правни садржај, односно неки га теоретичари тумаче као посебни облик грађанско правног уговора.
Брак започиње склапањем брака, обично уз обред зван венчање. Престаје смрћу једног од супружника, односно разводом; у случају поништења сматра се да брак није ни постојао. Брак у већини држава регулише породично право.
Животна заједница неудате жене и неожењеног мушкарца у правном смислу назива се ванбрачна заједница. Таква заједница, у новије време, у великој мери производи готово све правне учинке какве производи и брак те је у правном смислу готово изједначена с браком.

## Економски аспекти брака
Институција брака је од самих почетака имала приметну економску компоненту и сигурносну компоненту. На пример у многим земљама света све до 20. века многе жене нису били пуни правни субјекти и брак је престављао економски и а правни штит од насртаја других на жене. Исто тако брак је кроз стварања потомства омогућавао право наследства - имовинског и политичког (прелазак племићког статуса и сл.) за будуће нараштаје. Долазак брачног друга у нову заједницу значио је наслеђивање или повећање њених ресурса у облику радне снаге. Рађање мушког потомства у таквим правним системима омогућавало је задржавање или стицање више економске или политичке моћи. С обзиром да многе државе пре 20. века нису имале системе социјалне заштите, брак је представљао начин да се члановима друштвене заједнице осигура социјална и здравствена сигурност, односно да нису на терету својих родитеља и преостале родбине или на терету целе заједнице. Брак, спорови око брака, уздржавање и право наслеђивања је друге стране узроковали су развој многих закона а тако и друштва. Долазак новог брачног друга је у новој заједници мењао социјалне и економске односе, било за додатно издржавање нове особе и деце, било издржавање и збрињавање или особе која као удовица/удовац наслеђује породичну имовину. Проблеми који су настајали били су решавани у склопу различитих друштава на различите начине. На пример да би се осигурала жена у браку, или да би се надокнадио економски губитак одласка жене из породице ствара се низ обичаја и институција као што су куповање невесте или мираз, који су се, у одређеним облицима и у неким друштвима, очували до данашњег дана.
Брачни статус често може имати утицаја и на однос државе према неком појединцу у смислу његових финансијских обавеза или права. Класичан пример представља Римско царство у доба цара Аугуста који је наметањем високих пореза за невенчане особе настојао да повећа број бракова, а заједно са тим и број деце.

### Новије доба
У модерним државама, правни поредак брак регулише првенство у погледу економских и правно-уговорних аспеката. Многа законодавства брачне другове третирају као пар појединце, а не као чланове шире породице, и та заједница гледа се као одвојена целина (в. основна породица). У многим модерним државама света брак представља темељ за нова стечена имовинска права, док права и обавезе супружника један према другоме мање више не постоји никаква регулација и држава се не уплиће између супружника. У многим земљама постоји и законски штит, у којем није могуће позвати супружника као сведока у неким судским расправама јер суд сматра да супружници имају пресудни утицај на сведочење јер су у блиској заједници с другом особом. Системи континенталног права су створили институт брачне имовине који претпоставља да имовина коју за време брака стичу супружници представља њихово заједничко власништво; тај се институт огледа и у заједничким банковним рачунима, кредитним картицама и сл. Неки правни системи дозвољавају брачним друговима да сами одреде шта улази, а што не улази у брачну имовину, односно да задрже засебне имовине; у последње вријеме се у ту сврху користи институт предбрачног уговора. У неким земљама предбрачни уговори нису допуштени законом, те сва имовина било да је стечена пре брака или за време брака третирају се на исти начин чим се скопи брак или се третира као иста ако су у браку неко одређено време. У случају развода суд одређује начин како се имовина дели, и ако је један од супружника имао већу плату од другога тада тај суд понекада одлучи да брачни друг с већим приходима мора након развода плаћати издржавање (алиментацију) ономе с мањим приходима. Исто тако суд додељује сву малолетну децу на негу, и одређује колико за издржавање мора плаћати брачни друг који не живи с децом. У неким земљама у случају смрти једног од супружника сво покретно и непокретно имање прво наслеђује преживели брачни друг, док у другим земљама право наследства одређено је посебним законима и посебним судом. У неким земљама света сва ова наведена права доступна су особама које живе у ванбрачној заједници (кохабитација или де факто брак).

### Склапање брака из чисто економских интереса
Економски аспект брака се такође може исказати и кроз феномен хипергамије, односно тражења брачног друга који поседује више материјалних ресурса, а који је све донедавно био карактеристичан првенствено за жене. У неким случајевима су економски обзири примарни, а понекад и једини мотив за склапање брака, било да је реч о порезним повластицама или стицању права за боравак у некој земљи (при чему је посебно познат пример наручених невести. Ако су такви мотиви присутни код оба партнера, тада се говори о лажном или фиктивном браку.

## Критика брака
Брак се у већини култура, као и кроз целу историју, сматрао једним од темеља породице, односно друштва у целини, тако да брак као институција готово никада није долазио у питање. Међутим, у појединим је случајевима било теоретичара који су брак критиковали с различитих становишта. Најстарији пример представља Платонова Држава у којем се сматрало да је брак превише „интимна“ заједница, односно да подстиче „опасни“ индивидуализам. Неки од филозофа су брак сматрали препреком интелектуалном развоју појединца, односно везивањем за „земаљску“ сферу у којој се не би могла постићи достигнућа која омогућава једино целибат.
Радикална критика брака, односно залагање да се он у потпуности укине као друштвена институција, су постала карактеристична за другу половину 20. века, поготово када је феминистичким покретом почела доминирати радикална струја. Према њима брак представља главно оруђе за угњетавање жена, односно да се кроз институт „супруге“ и уз њих везаних родних стереотипова жене стављају у трајно подређен положај. У томе је можда најречитија била Адреа Дворкин тврдећи да се „брак као институција развио од праксе силовања“.
Општа противност браку (антигамија) јавља се у два најчешћа облика, као гамофобија (страх од брака) или мизогамија (мржња према браку).

## Религијски погледи на брак
Водеће светске религије имају одређене погледе на брак, које чине део њихових доктрина, а које се у пракси одржавају кроз верске обреде венчања.

### Абрахамске религије
Јудаизам је као најстарија од свих абрахамских религија установила став према коме брак представља уговорну везу између мушкарца и жене у којој суделује Бог, односно да брак представља начин на који се врши Божја заповест о рађању деце. Кабалистички учењаци унутар јудаизма су развили доктрину према којој мушкарац и жена у браку стварају јединствену душу, односно да мушкарац није „довршен“ док се не ожени.
На истим темељима се развио и хришћански поглед на брак, при чему се на њега, зависно од деноминације, гледало као на уговор, свету институцију - сакрамент. На темељу истих ставова је католичка црква развила и доктрину о неразрешивости брака и отклонила било какву могућност развода (иако се у пракси понекад користи институт поништења брака из формалних разлога). Остале су хришћанске деноминације дозволиле развод, иако га не охрабрују. Протестантске цркве су схватање брака као сакрамента почеле мењати схватањем брака као институције која се може сматрати и световном. Мормонска црква у 19. веку је развила концепт небеског брака у коме брачни другови остају венчани и након смрти.
Ислам се истиче својим инсистирањем на браку као друштвено корисној институцији која спречава блуд те охрабрује све муслимане да ступају у брак. За ислам је карактеристично да дозвољава полигамију, односно брак мушкарца с више жена, иако је муслиману дозвољено имати највише четири жене истовремено. Ислам је кроз векове створио сложено Исламско брачно право, односно институције као што су talaq (исламски развод), детаљне брачне уговоре и mahr (имовина која у случају развода мора припасти супрузи).

### Остале религије
Од неабрахамских религија браком се најдетаљније бави хиндуизам у оквиру чијих се доктрина развило чак осам различитих врста брака. Хиндуистички наук инсистира на томе да брачни другови морају остати заједно до краја живота, као и да је сврха брака дарма (дужност), арта (посед), кама (телесни ужитак) и мокса (духовни ужитак). Хиндуистичка пракса у Индији, темељена на кастинском систему, темељи се на ендогамном и договореном браку, при чему се користе астролошке карте и брачни посредници. Нека од тумачења хиндуистичких доктрина о браку су заслужна за сати, или обичај (само) спаљивања удовица, који се настоји искоренити од почетка 19. века.
За будизам је карактеристично да је у доктринарном смислу готово потпуно равнодушан према браку, односно сматра га искључиво световном ствари. Сидарта Гаутама никада није експлицитно осудио брак као институцију, али је навео потешкоће које у њему могу настати. Будистички спис Сигаловада Сута налаже поштовање брачног друга.

## Поклони за годишњице[10]
| годишњица     | материјал    |
| ------------- | ------------ |
| прва          | памук        |
| друга         | хартија      |
| трећа         | кожа         |
| четврта       | воће и цвеће |
| пета          | дрво         |
| шеста         | шећер        |
| седма         | вуна         |
| десета        | калај        |
| дванаеста     | свила        |
| петнаеста     | кристал      |
| двадесета     | порцелан     |
| двадесет пета | сребро       |

| годишњица      | материјал |
| -------------- | --------- |
| тридесет пета  | бисер     |
| четрдесета     | корал     |
| четрдесет пета | сафир     |
| педесета       | злато     |
| шездесета      | дијамант  |
| седамдесета    | платина   |